# Philip Lutley Sclater

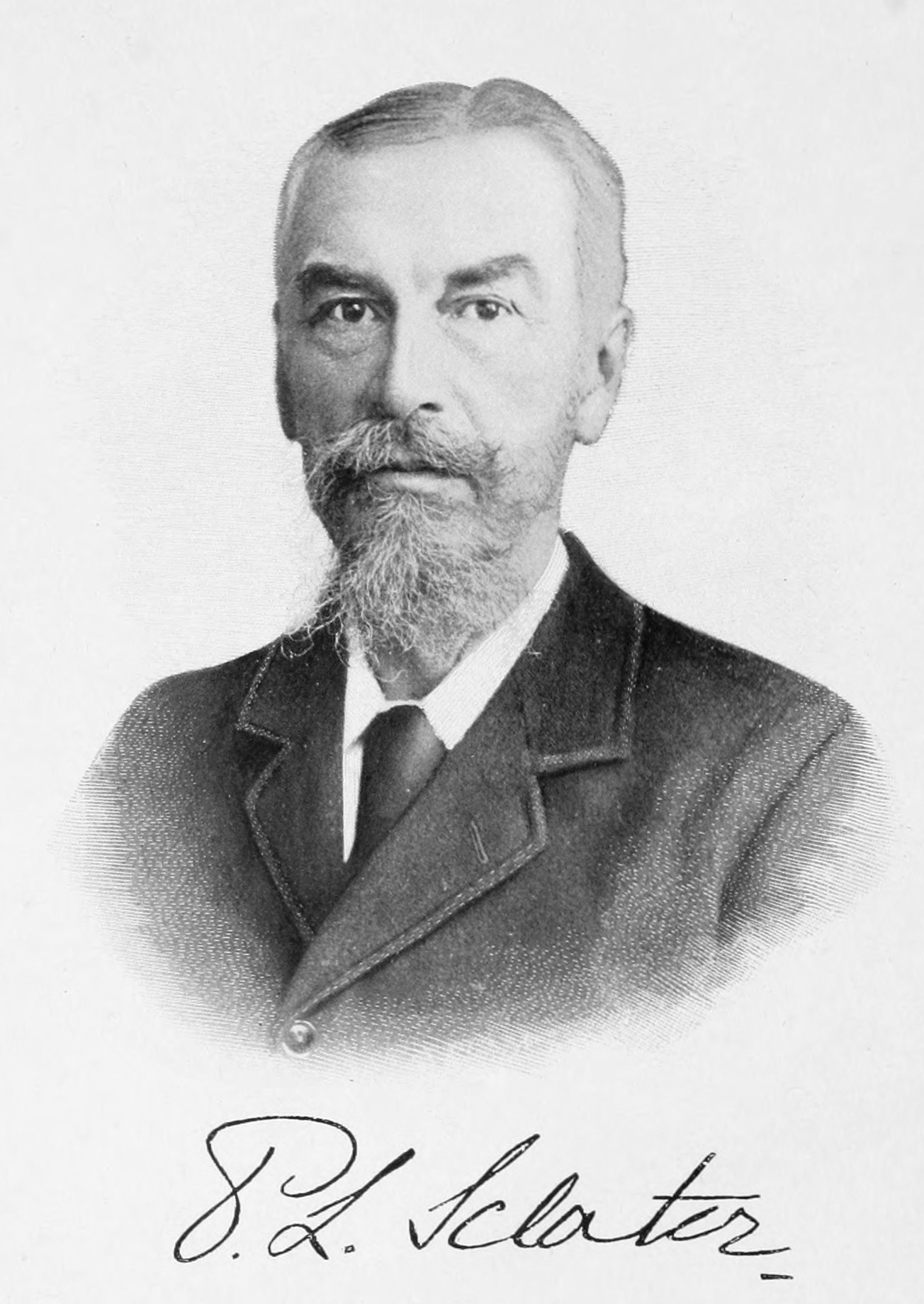
Philip Lutley Sclater (1914)

Philip Lutley Sclater (* 4. November 1829 in Tangier Park, Hampshire; † 27. Juni 1913 in Odiham, Hampshire) war ein englischer Jurist und Zoologe.

## Leben
Sclater besuchte die renommierte Privatschule Winchester College und studierte am Christ Church College der Universität Oxford. Dort studierte er Ornithologie bei Hugh Edwin Strickland.
Im Dezember 1857 wies er als erster Wissenschaftler in einem Vortrag vor der Londoner Linné-Gesellschaft auf die Existenz einer biogeografischen Trennlinie zwischen asiatischer und australischer Flora und Fauna im Bereich der Ostindischen Inseln hin. Diese Linie wurde später nach dem Naturforscher Alfred Russel Wallace, der aus dem Sachverhalt eine gültige Theorie formte, als Wallace-Linie bezeichnet.
1858 veröffentlichte Sclater eine Abhandlung in der Zeitschrift Proceedings of the Linnean Society. Er stellte sechs zoologische Regionen zusammen, die er Palaearctisch, Aethiopisch, Indisch, Australasisch, Nearctisch und Neotropisch nannte. Diese zoologischen Regionen sind immer noch gültig, konnten aber von Alfred Russel Wallace präzisiert werden.
Im Jahre 1864 veröffentlichte er im Quarterly Journal of Science einen Aufsatz, in dem er auf die Ähnlichkeit gewisser Primatenfossilien in Indien und auf Madagaskar hinwies, und die Vermutung aufstellte, dass es einen später untergegangenen Kontinent Lemuria gegeben habe, der Afrika und Indien verbunden hatte, und wurde so zu einem der Hauptvertreter der Landbrücken-Hypothese.
Er war Gründer und Herausgeber von Ibis, dem Journal der British Ornithologists’ Union. Von 1860 bis 1903 war er Sekretär der Zoologischen Gesellschaft in London (Zoological Society of London). Im Jahr 1860 wurde er zum Mitglied der Leopoldina gewählt.
Zu Sclaters wichtigeren Werken gehörten Exotic Ornithology (1866–69) und Nomenclator Avium (1873), beide zusammen mit Osbert Salvin, Argentine Ornithology (1888–89) mit William Henry Hudson und The Book of Antelopes (1894–1900) mit Oldfield Thomas.
Mehrere Tierarten sind nach Philip Sclater (zu erkennen am Artbeinamen sclateri oder sclateriana) benannt worden, wie z. B. der Kronenpinguin (Eudyptes sclateri), die Sclater-Spitzmaus (Sorex sclateri) und der Weißschwanz-Glanzfasan (Lophophorus sclateri).

## Schriften (Auswahl)
- in William Jardine, 7. Baronet of Applegarth: On the genus Dacnis, Curvier. In: Contributions to Ornithology for 1851. Band 4. W. H. Lizard, Edinburgh 1851, S. 105/11–110/16 (biodiversitylibrary.org).
- Description de six Oiseaux nouveaux appartenant à la collection du Muséum d'histoire naturell de Paris. In: Revue et magasin de zoologie pure et appliquée (= 2. Band 4). 1852, S. 8–9 (biodiversitylibrary.org).
- mit Émile Deville: Description d'une nouvelle espèce de Cotinga provenant de l'expédition de MM de Castelnau et Deville dans l'Amérique du sur. In: Revue et magasin de zoologie pure et appliquée (= 2. Band 4). 1852, S. 226–227 (biodiversitylibrary.org).
- Synopsis of the Fissirostral Family Bucconidæ Accompanied by Four Coloured Plates of Hitherto Unfigured Species. Samuel Highley, London 1854 (google.de).
- Characters of some new imperfectly-described species of Tanagers. In: Proceedings of the Zoological Society of London. Band 22, Nr. 266, 1855, S. 95–98 (englisch, biodiversitylibrary.org – 1854).
- On two new species of Dacnis, and the general arrangement on the Genus. In: Proceedings of the Zoological Society of London. Band 22, 1855, S. 251–252 (biodiversitylibrary.org – 1854).
- Synopsis Avium Tanagrinarum - A descriptive Catalogue of the known species of Tanagers. In: Proceedings of the Zoological Society of London. Band 24, 1856, S. 230–281 (biodiversitylibrary.org).
- On the species of the American Genus Parra. In: Proceedings of the Zoological Society of London. Band 24, 1857, S. 282–283 (biodiversitylibrary.org – 1856).
- Catalogue of the Birds collected by M. Auguste Sallé in Southern Mexico , with descriptions of new species. In: Proceedings of the Zoological Society of London. Band 24, 1857, S. 283–311 (biodiversitylibrary.org – 1856).
- A monograph of the birds forming the tanagrine genus Calliste; illustrated by coloured plates of all the known species. John Van Voorst,, London 1857 (biodiversitylibrary.org).
- Review of the species of the Fissirostral Family Momotidal. In: Proceedings of the Zoological Society of London. Band 25, Nr. 342, 1857, S. 248–260 (biodiversitylibrary.org).
- On Some new or Little-known Species of Accipitres in the Collection of the Norwich Museum. In: Proceedings of the Zoological Society of London. Band 26, 1858, S. 128–133 (biodiversitylibrary.org).
- On a Collection of Birds received by M. Auguste Sallé from Oaxaca in Southern Mexico. In: Proceedings of the Zoological Society of London. Band 26, 1858, S. 294–305 (biodiversitylibrary.org).
- Note on the Deer of Formosa. In: Proceedings of the Scientific Meetings of the Zoological Society of London for the Year 1862. 1862, S. 150–152 (biodiversitylibrary.org).
- Descriptions of Seven new species of Birds discovered by the late Dr. John Natterer in Brazil. In: Proceedings of the Scientific Meetings of the Zoological Society of London for the Year 1864. 1864, S. 605–611 (biodiversitylibrary.org).
- Description of a new Species of Tananger of the genus Iridornis. In: The Ibis (= 2. Band 1). 1865, S. 495–496 Tafel XI (biodiversitylibrary.org).
- Descriptions of six new species of American Oscines. In: Proceedings of the Scientific Meetings of the Zoological Society of London of the Year 1866. 1866, S. 320–324 (biodiversitylibrary.org).
- mit Osbert Salvin: Description of New or little-known American Birds of the Families  Fringillidae, Oxyrhamphidae, Bucconidae, and Stringidae. In: Proceedings of the Scientific Meetings of the Zoological Society of London For the Year 1868. 1868, S. 322–329 (biodiversitylibrary.org).
- mit Osbert Salvin: Description of Four New Species of Birds from Veragua. In: Proceedings of the Scientific Meetings of the Zoological Society of London for the Year 1868. 1868, S. 388–390 (biodiversitylibrary.org).
- mit Osbert Salvin: Synopsis of the American Rails (Rallidæ). In: Proceedings of the Scientific Meetings of the Zoological Society of London for the Year 1868. Part III, 1868, S. 442–470 (biodiversitylibrary.org).
- mit Osbert Salvin: Notes on the Species of the Genus Asturina. In: Proceedings of the Scientific Meetings of the Zoological Society of London for the Year 1869. Band 3, 1869, S. 129–134 (biodiversitylibrary.org).
- mit Osbert Salvin: Characters of new Species of Birds collected by Dr. Habel in the Galapagos Islands. In: Proceedings of the Scientific Meetings of the Zoological Society of London for the Year 1870. 1870, S. 322–327 (biodiversitylibrary.org).
- Notices of some new or little-known Species of South-American Birds. In: Proceedings of the Scientific Meetings of the Zoological Society of London for the Year 1870. 1870, S. 328–330 (biodiversitylibrary.org).
- mit Osbert Salvin: On Venezuelan Birds collected by Mr. A Goering. In: Proceedings of the Scientific Meetings of the Zoological Society of London for the Year 1870. 1871, S. 779–788 (biodiversitylibrary.org – 1870).
- The new bird of Paradise. In: Nature a weekly illustrated Journal of Science. Band 8, Nr. 198, 1873, S. 305–306 (biodiversitylibrary.org).
- Characters of new species of Birds discovered in New Guinea by Signor d'Albertis. In: Proceedings of the Scientific Meetings of the Zoological Society of London for the Year 1873. 1873, S. 690–698 (biodiversitylibrary.org – 1874).
- Some additional Species of Birds from St. Lucia, West Indies. In: Proceedings of Scientific Meetings of the Zoological Society of London for the Year 1876. 1876, S. 13–14 (biodiversitylibrary.org).
- Preliminary Remarks on Neotropical Pipits. In: The Ibis (= 4. Band 2). Nr. 7, 1878, S. 356–367 (biodiversitylibrary.org).
- mit Osbert Salvin: On new birds collected by Mr. C. Buckley in Eastern Ecuador. In: Proceedings of Scientific Meetings of the Zoological Society of London for the Year 1876. 1880, S. 155–161 (biodiversitylibrary.org).
- Catalogue of the Passeriformes, or Perching Birds in the collection of the British Museum (= Fringilliformes: Part II containing the families Cœrebidæ, Tanagridæ and Icteridæ. Band 11). Printed by the Order of the Trustees, London 1886 (biodiversitylibrary.org).
- On some little-known Species of Tanagers. In: The Ibis (= 5. Band 3). 1887, S. 271–275 (biodiversitylibrary.org).
- Notes on Paramythia montium and Amalocichla sclateriana. In: The Ibis (= 6. Band 5). Nr. 18, 1893, S. 243–246 (biodiversitylibrary.org).